# Anselmo da Silva
Anselmo da Silva, född 22 mars 1981, är en friidrottare från Brasilien. Han deltog vid olympiska sommarspelen 2008.